# Ludźmierz

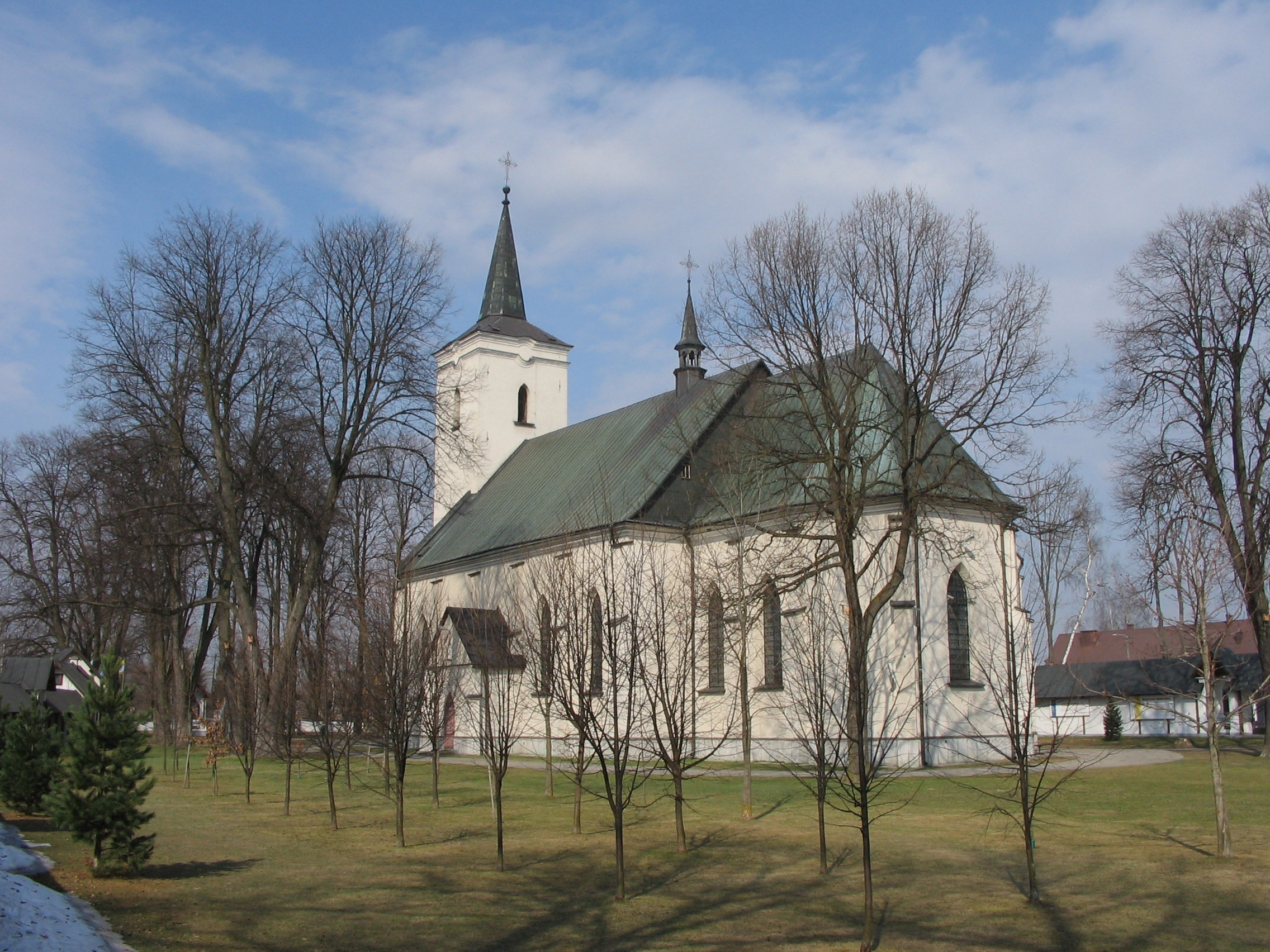
Ludźmierz

Ludźmierz ist ein polnisches Dorf in der Landgemeinde Nowy Targ im Powiat Nowotarski in der Woiwodschaft Kleinpolen. Es zählt etwa 2400 Einwohner.

## Geographie
Ludźmierz liegt nördlich der Hohen Tatra, rund 65 Kilometer südlich von Krakau, 2 km östlich von Nowy Targ. Die Nachbarorte sind die Stadt Nowy Targ im Nordosten, Maruszyna und Zaskale im Süden, Rogoźnik im Südwesten, Krauszów im Westen, sowie Lasek im Norden.

## Geschichte
Die Geschichte des Ortes ist mit den Zisterziensern verbunden, die im 13. Jahrhundert aus Jędrzejów zur Kolonisation des Podhale-Gebiets angesiedelt wurden. 1234 gründete der Wojewode von Kraków und Parteigänger des Princeps Heinrich des Bärtigen, Teodor des Wappens Gryf, das Dorf, baute die Kirche und das Kloster für die Zisterzienser, die die Ansiedlung deutscher Schlesier (teutonici Slesenses) als Aufgabe hatten. Diese Absicht wurde schlug jedoch fehl und die Kolonisation im 13. Jahrhundert hatte einen sehr schwachen Einfluss auf das Siedlungsnetz von Podhale, wobei der Pfarrbezirk Ludźmierz bis 1824 unter der Herrschaft der Zisterzienser blieb. Erst die Besiedlungsaktion in der ersten Hälfte des 14. Jahrhunderts war erfolgreich.
Es wurde im Jahr 1234 als Ludemir bzw. Ludemer erstmals erwähnt, danach als Luzemer (1254), Ludzimierz (1333), Ludymir (1353), Ludzimierz, Ludymirz (1409), Lyudzymyerz (1529). Der Name ist vom Personennamen Ludzimir mit dem Suffix -jь abgeleitet.
Das Dorf gehörte zunächst zum Königreich Polen (ab 1569 Adelsrepublik Polen-Litauen), Woiwodschaft Krakau, Kreis Sącz. Bei der Ersten Teilung Polens kam es 1772 zum neuen Königreich Galizien und Lodomerien des habsburgischen Kaiserreichs (ab 1804). Ab dem Jahr 1855 gehörte es zum Bezirk Nowy Targ.
1918, nach dem Ende des Ersten Weltkriegs und dem Zusammenbruch der k.u.k. Monarchie, kam das Dorf zu Polen. Unterbrochen wurde dies nur durch die Besetzung Polens durch die Wehrmacht im Zweiten Weltkrieg. Von 1975 bis 1998 gehörte Ludźmierz zur Woiwodschaft Nowy Sącz.
Papst Johannes Paul II. pilgerte 1997 zum Heiligtum der Muttergottes Königin von Podhale, auch „Bäuerin von Podhale“ genannt. In der neugotischen Basilika Mariä Himmelfahrt aus dem Jahr 1877 verweilte er vor der Statue der Muttergottes von Ludźmierz, einer Holzfigur aus dem 15. Jahrhundert.

## Persönlichkeiten
In Ludźmierz wurde Kazimierz Przerwa-Tetmajer, ein polnischer Poet, Schriftsteller und Dramatiker geboren.